# FK Kauno Žalgiris
O FK Kauno Žalgiris é um clube de futebol da Lituânia, com sede em Kaunas. Disputa a A Lyga desde 2015, ficando em 8º lugar na temporada de estreia. Fundado em 2004. Exerce seu mando de campo no estádio Darius and Girėnas Stadium, com capacidade para 9.180 expectadores.

## História
O FM Spyris foi fundado em 2004. 2015 estréia no Campeonato Lituano de Futebol.

## Participação noCampeonato Lituano

### FK Spyris
| Temporada | Nível | Campeonato | Lugar | Ref |
| --------- | ----- | ---------- | ----- | --- |
| 2013      | 2.    | Pirma lyga | 5.    |     |
| 2014      | 2.    | Pirma lyga | 4.    |     |
| 2015      | 1.    | A lyga     | 5.    |     |

### FK Kauno Žalgiris
| Temporada | Nível | Campeonato | Lugar | Ref |
| --------- | ----- | ---------- | ----- | --- |
| 2016      | 1.    | A lyga     | 8.    |     |
| 2017      | 1.    | A lyga     | 8.    |     |
| 2018      | 1.    | A lyga     | 5.    |     |
| 2019      | 1.    | A lyga     | 4.    |     |
| 2020      | 1.    | A lyga     | 3.    |     |
| 2021      | 1.    | A lyga     | 3.    |     |
| 2022      | 1.    | A lyga     | 2.    |     |
| 2023      | 1.    | A lyga     | 4.    |     |
| 2024      | 1.    | A lyga     | 3.    |     |
| 2025      | 1.    | A lyga     | .     |     |

## Uniformes
| 2004-2015 „Spyris“ | 2015 Uniforme titular | 2015 Uniforme alternativo |